# 教養あるエヴァンス
『教養あるエヴァンス』（きょうようあるエヴァンス、Educated Evans は、1924年に発表されたエドガー・ウォーレスによる短編小説集。競馬の予想と競走馬の調教を行なうフリーの競馬予想師エヴァンスを主人公にした競馬小説（ユーモア小説）の短編を集めた第1短編集である。

## 収録作品
1. 同業者 (The Brotherhood )
2. ホーマスターの娘 (Mr. Homaster's Daughter )
3. 大脱走 (The Coop [1]）
4. ハナ差の勝利 (The Snout )
5. クルツ氏の五ポンド (Mr. Kirz Buys A £5 Special )
6. 密告者ミッキー (Micky The Shopper )
7. 見果てぬ夢 (The Dreamer )
8. 見せ馬 (The Gift Horse )
9. 確かな情報源 [2](Straight From The Horse's Mouth  )
10. 盗品馬 (The Goods  )
11. 完璧な貴婦人 (The Perfect Lady )
12. 優秀な競走馬 (The Proud Horse )
13. エヴァンスの切り札 (Through The Card )

## 備考
- 本作収録の作品のうち、The Dreamer が1936年にMax Miller主演で映画化[3]されている。